# Pyramid-området
Pyramid-området (arabiska: الهرم, Al-Haram, vilket på svenska betyder Pyramiden), är ett distrikt (kism) i Giza, Egypten och utgör den sydvästra delen av storstadsregion Kairo. Området har vuxit upp runt Pyramiderna i Giza och har vuxit kraftigt under senare år. Det ligger cirka 10 km från Kairo centrum och domineras av turismen och kommersen runt de berömda pyramiderna. 